# Alexander Stewart, 12. Earl of Mar
Alexander Stewart, Earl of Mar (* um 1375; † 6. Juli 1435), war ein schottischer Adliger.

## Leben
Sein Vater war Alexander Stewart, 1. Earl of Buchan, genannt „Wolf of Badenoch“. Dieser erkannte ihn als Sohn an, obwohl er illegitim geboren wurde; er stammte aus einem Seitensprung seines Vaters mit einer Frau namens Mariota.
Aus Alexanders jungen Jahren ist nur wenig bekannt. Er galt als wild und gewalttätig; für gesetzlose Taten waren er und seine Brüder zwischen 1398 und 1399 auf Stirling Castle inhaftiert.
Beim Tod seines Vaters erbte er 1394 von diesem das königliche Lehen über Badenoch mit dem feudalen Besitztitel Lord of Badenoch.
Im Jahr 1403 lernte er die verwitwete Isabel Douglas, 11. Countess of Mar, kennen. Er nahm sowohl sie als auch ihren Stammsitz Kildrummy Castle „in Beschlag“. Es folgten mehrere beiderseitige Eheversprechen, die teils unter skandalösen Begleitumständen abgelegt wurden und alle von der Krone nicht akzeptiert wurden. Erst ein Ehevertrag vom 9. Dezember 1404, in dem die Erbfolge nicht explizit festgelegt wurde, fand die Zustimmung von Robert III. Die nach diesem Datum, aber vor dem 2. Januar 1405 geschlossene Ehe wurde mit königlichem Siegel am 21. Januar 1405 nachträglich genehmigt, danach führte Alexander aus dem Recht seiner Gattin die Titel (11.) Earl of Mar und (4.) Lord of Garioch.
Die Ehe konnte jedoch seine Wildheit und Rastlosigkeit nicht zügeln. 1406 ging er nach England, um zusammen mit Edmund, 4. Earl of Kent zu kämpfen. Seine kriegerischen Erfolge dokumentierte sein Zeitgenosse Andrew Wyntoun; beim Tod seiner Frau im Jahr 1408 befand er sich auf einem Feldzug in Flandern.
Obwohl er mangels gemeinsamer erbberechtigter Kinder fortan keinen Anspruch auf deren Adelstitel mehr hatte, führte er den Earlstitel weiterhin und hielt die dazugehörigen Ländereien in seinem Besitz. 1409 kehrte er wieder nach Schottland zurück, aber bereits am 17. März 1411 wurde er den Titel Herr von Duffel, im Herzogtum Brabant, erworben. Er hatte die dortige Erbin Marie van Hoerne (auch van Hoorn) geheiratet, wurde aber „von ihr getrennt“. Im gleichen Jahr kommandierte er die Truppen, die in der Schlacht von Harlaw den Vorstoß der Armee von Donald MacDonald, 2. Lord of the Isles verhinderten.
1415 wurde auf Betreiben seines Onkels Robert Stewart, 1. Duke of Albany eine päpstliche Kommission eingesetzt, um Alexanders Ehe mit Marie van Hoerne zu annullieren; diesem Ersuchen wurde aber nicht stattgegeben.
Um 1424 erwarb er auch die feudale Lordship of Lochaber.
Nach 18 Jahren unrechtmäßiger Benutzung erhielt Alexander am 28. Mai 1426 von Jakob I. die offizielle Erlaubnis, die Titel des Earl of Mar führen. Dieses Recht galt für ihn und seinen anerkannten, illegitimen Sohn Thomas Stewart (* vor 1410; † 1435) unter der Bedingung, dass der Titel nicht weiter vererbbar sei und nach beider Tod an die Krone zurückfallen würde. Nach heutiger Rechtsauffassung wurde durch den Vorgang der Titel des Earl of Mar neu geschaffen, Alexander ist somit als 1. Earl of Mar (zweiter Verleihung) zu zählen. Als de facto Nachfolger seiner ersten Gattin, der 11. Countess of Mar, wird er gleichwohl auch als 12. Earl of Mar gezählt.
1427 wurde ihm auch der feudale Besitztitel eines Lord of Badenoch zuerkannt, den bereits sein Vater innegehabt hatte.
Alexander hatte aus beiden Ehen keine legitimen Nachkommen. Sein anerkannter illegitimer Sohn und Titelerbe Thomas starb kurz vor Alexander 1435. Dadurch erlosch bei Alexanders Tod sein 1426 geschaffener Earlstitel und alle seine Ländereien wurden von der Krone eingezogen. Ein weiteres Kind, seine von ihm anerkannte illegitime Tochter Janet (* um 1430; † um 1485) hatte als Frau keinen Anspruch auf die Titel ihres Vaters, erhielt aber von Jakob II. eine jährliche Rente.